# Temple City
|  | Dieser Artikel wurde aufgrund von inhaltlichen Mängeln auf der Qualitätssicherungsseite des Projektes USA eingetragen. Hilf mit, die Qualität dieses Artikels auf ein akzeptables Niveau zu bringen, und beteilige dich an der Diskussion! Eine nähere Beschreibung der zu behebenden Mängel fehlt. |

Temple City ist eine US-amerikanische Stadt im Los Angeles County im US-Bundesstaat Kalifornien.
Das U.S. Census Bureau hat bei der Volkszählung 2020 eine Einwohnerzahl von 36.494 ermittelt. Die Stadt befindet sich bei den geographischen Koordinaten 34,10° Nord, 118,06° West. Das Stadtgebiet hat eine Größe von 10,4 km².

## Persönlichkeiten
- Jimmy Conrad (* 1977), Fußballnationalspieler
- Julia Ling (* 1983), Schauspielerin